# Echeveria macdougallii
Echeveria macdougallii är en fetbladsväxtart som beskrevs av Walther. Echeveria macdougallii ingår i släktet Echeveria och familjen fetbladsväxter. Inga underarter finns listade i Catalogue of Life.